# Pétro-masculinité
La pétro-masculinité est le fait que les énergies fossiles constituent un élément important de l'économie et de l'identité masculine. La pétro-masculinité est présentée comme un frein à la transition énergétique.

## Description
Le terme est défini en 2018 par Cara Daggett, professeure en science politique de Virginia Tech,. Elle associe la pétro-masculinité aux croyances liées au racisme, à la misogynie et au climato-sceptisme, associés en particulier dans la classe des hommes blancs conservateurs aux États-Unis,. Elle inscrit l'emploi des énergies fossiles comme symbole de la société conservatrice occidentale et de la masculinité hégémonique, le pétrole étant un outil grâce auquel s'exprime une identité masculine moderne.
La pétro-masculinité est présentée comme un frein à la transition énergétique,,,,,.